# Derrick Hodge
Derrick Hodge (* 5. Juli 1979 in Philadelphia) ist ein US-amerikanischer Jazz-Bassist und Komponist.

## Leben und Wirken
Derrick Hodge begann mit sieben Jahren E-Gitarre zu spielen, bevor er zum E-Bass wechselte. In der Junior Highschool spielte er autodidaktisch Kontrabass. Den Bachelor in Musik erwarb er am Ester Boyer College of Music an der Temple University; daneben hatte er privat Unterricht bei Vince Fay. Er gehörte der von Terell Stafford geleiteten Temple University Jazz Band and Small Ensemble an, spielte im Temple University Symphony Orchestra und im New Music Chamber Orchestra. Seit Beginn der 2000er-Jahre arbeitete er u. a. mit Mulgrew Miller, Terence Blanchard, Freddy Cole (This Love of Mine, 2005) Stefon Harris (African Tarantella: Dances With Duke, 2006) und Gretchen Parlato (The Lost and Found, 2011), außerdem mit den Soul und Hip-Hop-Musikern Bilal (Airtight's Revenge, 2010), Anthony Hamilton, Graveyard Soldjas und Common (Finding Forever). Ferner schrieb er mehrere Kompositionen, die u. a. von Jeff Bradshaw („Lookin’“) und Robert Glasper („Ah Yeah“) eingespielt wurden, und Filmmusiken. Im Bereich des Jazz war er zwischen 2002 und 2012 an 28 Aufnahmesessions beteiligt.
Unter eigenem Namen legte er bei Blue Note Records das Album Live Today vor.
2012 wurde er im Kritiker-Poll des Down Beat zum E-Bassisten des Jahres (Rising Stars) gewählt.